# Jonathan Groff
Jonathan Drew Groff (* 26. března 1985) je americký zpěvák, skladatel a televizní a seriálový herec. Hrál v původním obsazení hry Probuzení jara (Spring Awakening). Objevil se v roli Jesseho St. Jamese v muzikálovém televizním seriálu Glee, namluvil roli Kristoffa ve filmu Ledové království a má jednu z hlavních rolí v seriálu Hledání.

## Osobní život
Narodil se Lancestru v Pensylvánii jako syn metodistické matky Julie a učitele tělocviku a menonitského otce Jima. Má staršího bratra Davida. Podle svých slov byl vychováván konzervativně a s přísnými pravidly- každý den jedl doma se svou rodinou a chodil každý týden do kostela a do nedělní školy, ale rodiče dopřávali svým synům také dostatečnou volnost. Jonathan absolvoval střední školu Conestoga Valley v roce 2003. Objevila se u něj rakovina kůže, ale nemoc překonal. .
Jonathan je hrdý homosexuál.
Hostoval v devíti epizodách první série seriálu Glee a partnerkou v seriálu mu byla Lea Michele, jeho nejlepší kamarádka, se kterou už hráli pár v muzikálu Probuzení jara. Jonathan Leu před startem Glee představil hlavnímu tvůrci Glee, Ryanovi Murphymu. V letech 2009 až 2010 chodil s hercem Gavinem Creelem. V září 2012 bylo oznámeno, že Jonathan chodí s hercem Zacharym Quintem, v červnu 2013 se pár rozešel. V letech 2018 až 2020 chodil s novozélandským choreografem Corey Bakerem.

## Kariéra
Jonathan pracoval rok jako číšník v New Yorku, v roce 2005 mu přišla jeho první práce v divadle- swing (náhradník) v muzikálu In My Life. Muzikál byl o chlapci, který trpěl Tourettovým syndromem a Jonathan měl případně alternovat hlavní roli. S touto rolí ale nikdy nevystoupil.
Hrál roli Melchiora Gabora v původním obsazení Broadwayské produkce muzikálu Probuzení jara. Byl to jeho muzikálový debut na Broadwayi. Roli hrál od 10. prosince 2006 do 18. května 2008. Tu samou roli hrál také mimo Broadway v létě 2006. Byl na národním turné muzikálu Za zvuků hudby, kde hrál roli Rolfa. V dubnu 2007 byl nominován na cenu Drama Desk za roli v Probuzení jara. Za stejnou roli byl v květnu 2007 nominován na cenu Tony v kategorii Nejlepší muzikálový herec v hlavní roli. Cenu nakonec získal David Hyde Pierce.
V dubnu 2007 hrál vedlejší roli Henryho Macklera v seriálu televize ABC, One Life to Live.
Před vystupováním na Broadwayi hrál v Ephrata Performig Arts Center v Pensylvánii. Tady hrál role jako Edgar v Bat Boy: The Musical a Ugly v muzikálu Honk!.
Zahrál si roli Clauda v muzikálu Hair v produkci Shakespeare in The Park od 22. července do 31. srpna 2008. Ve stejném roce si zahrál roli Michaela Langa ve filmu Zažít Woodstock.
Jonathan se objevil mimo Broadway ve hře Prayer for My Enemy, která je o důsledcích války v Iráku na americkou rodinu.
Hostoval v seriálu Glee jako Jesse St. James, hlavní mužský zpěvák konkurenčního sboru Vocal Adrenaline po osm epizod. Také v seriálu sloužil jako přítel Rachel, kterou hraje jeho kamarádka a bývalá kolegyně ze Spring Awakening, Lea Michele. Ramin Satoodeh, kritik z Newsweek prohlásil, že byl Groff jako heterosexuál Jesse nepřesvědčivý („vypadá více jako divadelní královna, byl by to lepší romantický partner pro Kurta než pro Rachel“). Jeho výkon v seriálu bránil autor Glee, Ryan Murphy a hostující herečka v seriálu, Kristin Chenoweth a oba označili Satoodehovu recenzi za homofobní stejně ji označil i prezident sdružení GLAAD (Gay a lesbická aliance proti pomluvám) .
V srpnu 2010 měl debut na West Endu v Londýně ve hře Deathtrap v divadle Noel Coward.
Groff se do Glee vrátil na konec druhé série, kdy se jeho postava snaží omluvit Rachel za své chování. Do seriálu se vrátil 10. května a zůstal tam do konce série 
. Ve třetí sérii seriálu se Jesse znovu objevil, tentokrát již jako vedoucí sboru Vocal Adrenaline.
Do pohádky Ledové království propůjčil svůj hlas jedné z hlavních rolí, Kristoffovi. Film měl premiéru 19. listopadu 2013. Tentýž rok si zahrál Patricka v seriálu HBO Hledání, získal seriál 2. sérii. V dubnu 2013 se připojil k obsazení filmové adaptace hry The Normal Heart s názvem Stejná srdce.
V roce 2015 hrál Jonathan v původním obsazení muzikálu Hamilton roli krále Jiřího III., a tuto roli také hrál na Broadwayi od 13. července 2015. Groff, společně s ostatními herci, vyhrál cenu Grammy za nejlepší muzikálové album, a také byl za tuto roli nominován na cenu Tony za nejlepšího mužského herce v menší muzikálové roli.
Groff hrál v seriálu od Netflixu Mindhunter od roku 2017, v němž představuje agenta FBI Holdena Forda.

## Filmografie
| Rok       | Název                                | Role                | Poznámky                                           |
| --------- | ------------------------------------ | ------------------- | -------------------------------------------------- |
| 2007      | One Life to Live                     | Henry Mackler       | televizní seriál, 11 dílů                          |
| 2008      | Pretty/Handsome                      | Patrick Fitzpayne   | televizní seriál, pilotní díl                      |
| 2009      | Zažít Woodstock                      | Michael Lang        |                                                    |
| 2010      | West End                             | Simon Russell       |                                                    |
| 2010      | Konspirátor                          | Louis Weichmann     |                                                    |
| 2010      | Twelve Thirty                        | Jeff                |                                                    |
| 2010–2015 | Glee                                 | Jesse St. James     | televizní seriál, vedlejší role (15 dílů)          |
| 2011      | Glee Encore                          | Jesse St. James     | televizní speciální díl (sestřih písní ze seriálu) |
| 2012      | Dobrá manželka                       | Jimmy Fellner       | televizní seriál, v díle: „Live from Damascus“     |
| 2012      | Šéf                                  | Ian Todd            | televizní seriál, vedlejší postava, 10 dílů        |
| 2013      | Ledové království                    | Kristoff Bjorgman   | animovaný film, dabing                             |
| 2013      | C.O.G.                               | Samuel              |                                                    |
| 2014      | Sophie                               | Ben                 | krátký film                                        |
| 2014      | Stejná srdce                         | Craig Donner        | televizní film                                     |
| 2014      | Americký sniper                      | mladý Vet Mads      |                                                    |
| 2014–2015 | Hledání                              | Patrick             | televizní seriál                                   |
| 2015      | Oslava v Ledovém království          | Kristoff Bjorgman   | dabing, krátký film                                |
| 2016      | Hledání                              | Patrick             | televizní film                                     |
| 2017      | Ledové království: Vánoce s Olafem   | Kristoff            | dabing, krátký film                                |
| 2017–19   | MINDHUNTER: Lovci myšlenek           | Holden Ford         | televizní seriál                                   |
| 2018      | Simpsonovi                           | herec hrající Barta | dabing, díl: „Návrat z ráje“                       |
| 2019      | Ledové království II                 | Kristoff            | dabing                                             |
| 2020      | Hamilton                             | král Jiří III.      | zfilmované představení z Broadwaye z roku 2016     |
| 2021      | Matrix Resurrections                 | Smith               |                                                    |
| 2021      | Neporazitelný                        | Rick Sheridan       | dabing, animovaný seriál, díl: You Look Kinda Dead |
| 2022      | A jak to bylo dál...                 | dr. Paul David      | seriál, díl: Diwali                                |
| 2022      | Lost Ollie                           | Ollie               | seriál, dabing                                     |
| 2022      | Spring Awakening: Those You've Known | on sám              | dokument, také výkonný producent                   |
| 2022      | Life & Beth                          | Travis              | seriál, díl: Pancakes                              |
| 2023      | Někdo klepe na dveře                 | Eric                |                                                    |
| 2024      | Pán času                             | Rogue               | televizní seriál, díl: Rogue                       |

## Diskografie
- Probuzení jara (2006)
- Glee: The Music, Volume 3 Showstoppers (2010)
- Glee: The Music, The Power of Madonna (2010)
- Glee: The Music, Volume 6 (2011)
- Hamiton (2016)

## Ocenění a nominace
| Rok  | Ocenění                                      | Kategorie                                             | Práce                                  | Výsledek  |
| ---- | -------------------------------------------- | ----------------------------------------------------- | -------------------------------------- | --------- |
| 2007 | Cena Tony                                    | Nejlepší hlavní herec v muzikálu                      | Probuzení jara                         | nominace  |
| 2007 | Drama Desk Award                             | Nejlepší herec v muzikálu                             | Probuzení jara                         | nominace  |
| 2007 | Drama League Award                           | Významný výkon                                        | Probuzení jara                         | nominace  |
| 2007 | Theatre World Award                          | Výjimečný debutový výkon                              | Probuzení jara                         | vítězství |
| 2007 | Broadway.com Audience Choice Award           | Nejoblíbenější herec v broadwayském muzikálu          | Probuzení jara                         | vítězství |
| 2007 | Broadway.com Audience Choice Award           | Nejlepší mužské průlomové vystoupení                  | Probuzení jara                         | vítězství |
| 2007 | Broadway.com Audience Choice Award           | Nejlepší pár na jevišti (společně s Leou Michele)     | Probuzení jara                         | vítězství |
| 2007 | Broadway.com Audience Choice Award           | Nejlepší obsazení                                     | Probuzení jara                         | vítězství |
| 2007 | BroadwayWorld.com Theatre Fans' Choice Award | Nejlepší hlavní herec v muzikálu                      | Probuzení jara                         | nominace  |
| 2009 | Obie Award                                   | Nejlepší výkon                                        | Prayer for My Enemy The Singing Forest | vítězství |
| 2011 | Whatsonstage.com Awards                      | Londýnský nováček roku                                | Deathtrap                              | vítězství |
| 2012 | BroadwayWorld.com Los Angeles Award          | Nejlepší herec v hlavní roli v divadelním představení | Red                                    | nominace  |
| 2014 | Gold Derby TV Award                          | Nejlepší komediální herec                             | Hledání                                | nominace  |
| 2014 | EWwy Award                                   | Nejlepší herec v komediálním seriálu                  | Hledání                                | nominace  |
| 2014 | NewNowNext Award                             | Nejlepší nový televizní herec                         | Hledání                                | vítězství |
|      | Point Horizons Award                         | Point Horizons Award                                  | LGBT aktivismus                        | vítězství |